# Canim Lake
Der Canim Lake ist ein See im zentralen Osten der kanadischen Provinz British Columbia.

## Lage
Der Canim Lake befindet sich im Süden des Quesnel-Hochlands auf einer Höhe von 772 m. Der 56,1 km² große See besitzt eine Längsausdehnung von 25,9 km. Der Canim Lake ist maximal 3,4 km breit. Die maximale Wassertiefe beträgt 208,5 m, die mittlere Wassertiefe 84,1 m. In das westliche Seeende mündet der Bridge Creek. Am östlichen Seeende wird der Canim Lake vom Canim River zum weiter östlich gelegenen Mahood Lake entwässert. Am westlichen Nordufer befindet sich der 8 ha große Canim Beach Provincial Park. Der See ist von 100 Mile House aus über eine asphaltierte Straße zugänglich. Das Seeufer ist von Nadelwald gesäumt, hauptsächlich bestehend aus Gewöhnlicher Douglasie.